# Hejnsvig Kirke
Hejnsvig Kirke ligger i landsbyen Hejnsvig, ca. 8 km SV for Billund (Region Syddanmark).
Kirken er et resultat af en støre ombygning i 1918-19 ved arkitekt Harald Lønborg-Jensen hvor den østlige halvdel af det oprindelige romanske skib har fundet genanvendelse som kor (den vestlige halvdel blev nedrevet i forbindelse med udvidelsen), og det oprindelige romanske kor er nu sakristi.

## Eksterne kilder og henvisninger
- Hejnsvig Kirke hos KortTilKirken.dk
- Hejnsvig Kirke i bogværket Danmarks Kirker (udg. af Nationalmuseet)

- Wikimedia Commons har flere filer relateret til Hejnsvig Kirke